# Busy
Ne doit pas être confondu avec Buzy.
Busy est une commune française située dans le département du Doubs, la région culturelle et historique de Franche-Comté et la région administrative Bourgogne-Franche-Comté.
Ses habitants se nomment les Busyots et Busyotes.

## Géographie
Le village est situé à proximité du Doubs et de la Loue, et est distant d'environ 10 km de Besançon.

### Transport
La commune est desservie par la ligne  51  du réseau de transport en commun Ginko.

### Climat
Pour des articles plus généraux, voir Climat de la Bourgogne-Franche-Comté et Climat du Doubs.
En 2010, le climat de la commune est de type climat de montagne, selon une étude du Centre national de la recherche scientifique s'appuyant sur une série de données couvrant la période 1971-2000. En 2020, Météo-France publie une typologie des climats de la France métropolitaine dans laquelle la commune est exposée à un climat semi-continental et est dans la région climatique  Jura, caractérisée par une forte pluviométrie en toutes saisons (1 000 à 1 500 mm/an), des hivers rigoureux et un ensoleillement médiocre.
Pour la période 1971-2000, la température annuelle moyenne est de 10,5 °C, avec une amplitude thermique annuelle de 17,4 °C. Le cumul annuel moyen de précipitations est de 1 224 mm, avec 13,1 jours de précipitations en janvier et 9,6 jours en juillet. Pour la période 1991-2020, la température moyenne annuelle observée sur la station météorologique de Météo-France la plus proche, « Dannemarie-sur-Crète », sur la commune de Dannemarie-sur-Crète à 8 km à vol d'oiseau, est de 11,3 °C et le cumul annuel moyen de précipitations est de 1 066,6 mm. 
La température maximale relevée sur cette station est de 39,9 °C, atteinte le 25 juillet 2019 ; la température minimale est de −22 °C, atteinte le 9 janvier 1985,,.
Les paramètres climatiques de la commune ont été estimés pour le milieu du siècle (2041-2070) selon différents scénarios d'émission de gaz à effet de serre à partir des nouvelles projections climatiques de référence DRIAS-2020. Ils sont consultables sur un site dédié publié par Météo-France en novembre 2022.

## Urbanisme

### Typologie
Au 1er janvier 2024, Busy est catégorisée commune rurale à habitat dispersé, selon la nouvelle grille communale de densité à 7 niveaux définie par l'Insee en 2022.
Elle est située hors unité urbaine. Par ailleurs la commune fait partie de l'aire d'attraction de Besançon, dont elle est une commune de la couronne,. Cette aire, qui regroupe 310 communes, est catégorisée dans les aires de 200 000 à moins de 700 000 habitants,.

### Occupation des sols
L'occupation des sols de la commune, telle qu'elle ressort de la base de données européenne d’occupation biophysique des sols Corine Land Cover (CLC), est marquée par l'importance des territoires agricoles (46,5 % en 2018), en diminution par rapport à 1990 (51 %). La répartition détaillée en 2018 est la suivante : forêts (41,7 %), prairies (34,1 %), zones agricoles hétérogènes (12,4 %), zones urbanisées (11,2 %), eaux continentales (0,6 %). L'évolution de l’occupation des sols de la commune et de ses infrastructures peut être observée sur les différentes représentations cartographiques du territoire : la carte de Cassini (XVIIIe siècle), la carte d'état-major (1820-1866) et les cartes ou photos aériennes de l'IGN pour la période actuelle (1950 à aujourd'hui).

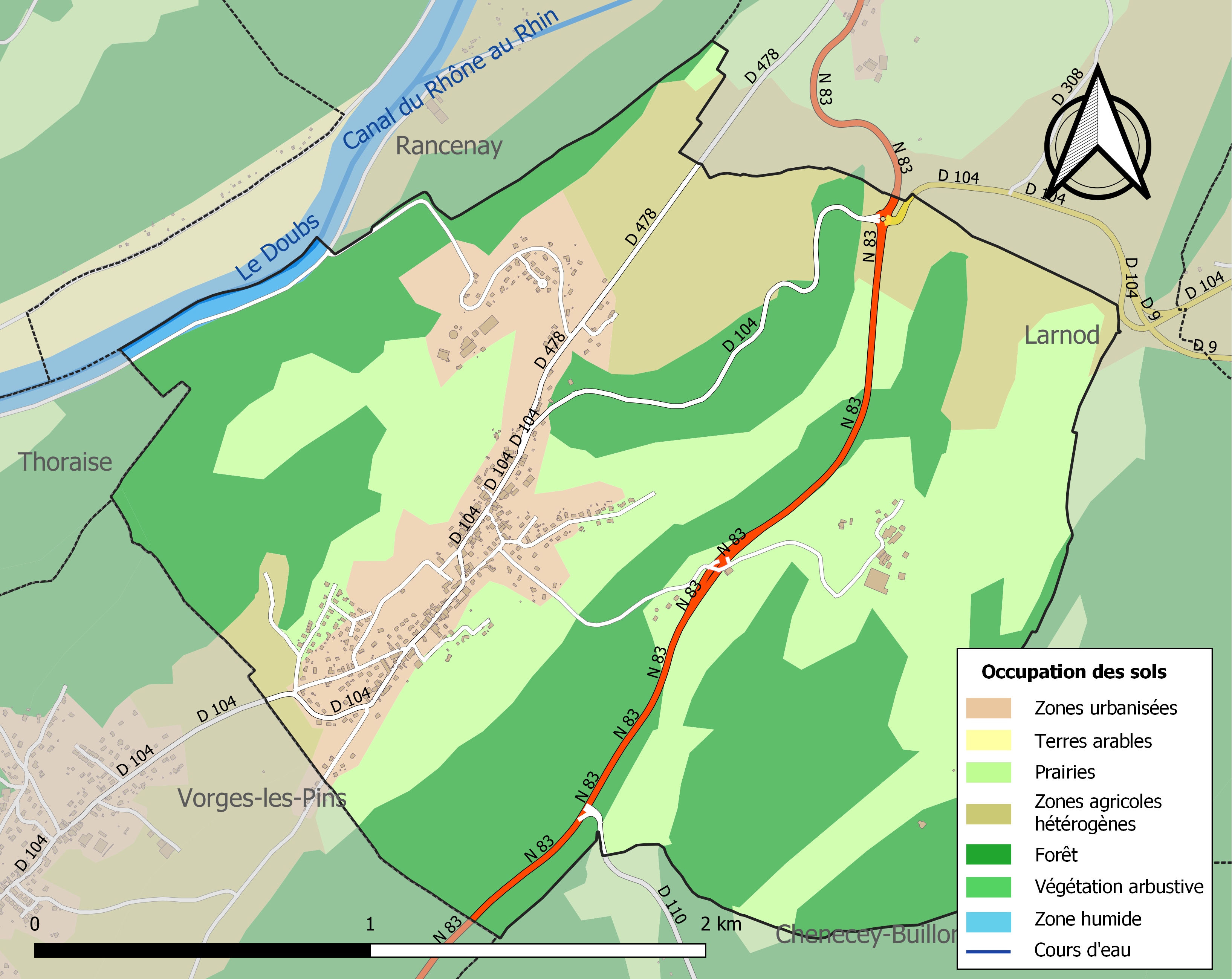
Carte des infrastructures et de l'occupation des sols de la commune en 2018 (CLC).

## Toponymie
Busy en 1151 ; Buciacus au XIIe siècle ; Busi, Busey au XIIIe siècle ; Busy au XIVe siècle ; Busco en 1544 ; Buzy en 1629.

## Histoire
Jusqu'au milieu du XIXe siècle, la route royale 83 (Lyon-Strasbourg), venant de Larnod, traverse la commune en suivant l'itinéraire d'une voie romaine.
En 1839, le tronçon Larnod, Busy, Mont Gardot Chouzelot est abandonné au profit de la route directe qui surplombe la vallée de la Loue. Un péage a cours jusqu'en 1849 sur cette voie nouvelle.
La vigne a été exploitée jusqu'aux attaques du phylloxéra, puis ce sera la culture de l'absinthe avant l'interdiction de l'alcool éponyme en 1915.

### Comice de Busy
Il est fondé le 6 mars 1836 sous l’impulsion du Dr Simon Bonnet, professeur d’agriculture à Besançon, et de Jacques Martin, qui sont respectivement élus président honoraire et président. Ce comice, l’un des premiers implantés en Franche–Comté, couvre originellement l’ensemble des cantons d’Amancey, Boussières, Quingey et une partie du canton de Besançon–Sud.
Son premier objectif est de favoriser les développements et les améliorations dans le domaine agricole. Le deuxième est l'adjonction d'une ferme-modèle, en l’occurrence celle de Jacques Martin, qui fournit son exploitation de la Grange–Rouge à Busy. L'Institut agricole, qui forme la troisième partie du comice, élabore chaque année un programme de conférences. Celles–ci ont lieu le dimanche dans une des granges de la ferme de Jacques Martin. Les agriculteurs viennent s’informer sur les nouvelles techniques de culture.

#### Jacques Martin (1782-1845)
Jacques Martin, se marie en 1801 à Louise Guignard, fille d'un maître de poste qui possède à Busy un relais de chevaux. Agriculteur innovant, il loue en 1805 la ferme de la Grange–Rouge. Il en fait rapidement une exploitation réputée. Plus tard, au moment de la construction de la nouvelle section de route entre Larnod et Chouzelot, il construit en 1839 en contrebas de la ferme à proximité de la route, une maison où il aménage un relais de poste. Cette construction appelée ultérieurement « le Comice » est toujours visible. Son fils, Antoine Auguste Martin, né en 1815, a trois enfants, dont Charles Joseph qui dirige l'école de laiterie de Mamirolle et Maurice qui succède à son père à la tête de l’exploitation agricole.

## Politique et administration
| Période                                  | Période  | Identité             | Étiquette | Qualité  |
| ---------------------------------------- | -------- | -------------------- | --------- | -------- |
| 1974                                     | 1995     | Gabriel May          |           |          |
| 1995                                     | mai 2020 | Alain Félice         | DVD       | Retraité |
| mai 2020                                 | En cours | Christophe Mulhauser |           |          |
| Les données manquantes sont à compléter. |          |                      |           |          |

## Démographie
L'évolution du nombre d'habitants est connue à travers les recensements de la population effectués dans la commune depuis 1793. Pour les communes de moins de 10 000 habitants, une enquête de recensement portant sur toute la population est réalisée tous les cinq ans, les populations de référence des années intermédiaires étant quant à elles estimées par interpolation ou extrapolation. Pour la commune, le premier recensement exhaustif entrant dans le cadre du nouveau dispositif a été réalisé en 2006.

En 2022, la commune comptait 675 habitants, en évolution de +7,48 % par rapport à 2016 (Doubs : +1,88 %, France hors Mayotte : +2,11 %).
| 1793 | 1800 | 1806 | 1821 | 1831 | 1836 | 1841 | 1846 | 1851 |
| ---- | ---- | ---- | ---- | ---- | ---- | ---- | ---- | ---- |
| 315  | 312  | 323  | 357  | 382  | 408  | 438  | 413  | 410  |

| 1856 | 1861 | 1866 | 1872 | 1876 | 1881 | 1886 | 1891 | 1896 |
| ---- | ---- | ---- | ---- | ---- | ---- | ---- | ---- | ---- |
| 365  | 356  | 339  | 310  | 309  | 296  | 309  | 314  | 322  |

| 1901 | 1906 | 1911 | 1921 | 1926 | 1931 | 1936 | 1946 | 1954 |
| ---- | ---- | ---- | ---- | ---- | ---- | ---- | ---- | ---- |
| 328  | 294  | 283  | 257  | 220  | 215  | 242  | 213  | 232  |

| 1962 | 1968 | 1975 | 1982 | 1990 | 1999 | 2006 | 2011 | 2016 |
| ---- | ---- | ---- | ---- | ---- | ---- | ---- | ---- | ---- |
| 240  | 273  | 300  | 331  | 407  | 487  | 519  | 571  | 628  |

| 2021 | 2022 | - | - | - | - | - | - | - |
| ---- | ---- | - | - | - | - | - | - | - |
| 662  | 675  | - | - | - | - | - | - | - |

## Culture locale et patrimoine

### Lieux et monuments
- L'église Saints-Pierre-et-Paul, elle fut agrandie durant le XVIIIe siècle et son clocher reconstruit, la toiture comtoise fut restaurée en 1978.
- L'église orthodoxe Notre-Dame d'Iviron, chemin de Landoz.
- Une grande croix en fer qui montre l'existence, jadis, d'une maladrerie (champ d'isolement des pestiférés au Moyen Âge).
- Une bâtisse nommée le Château, une construction typique franc-comtoise.
- Une salle polyvalente.

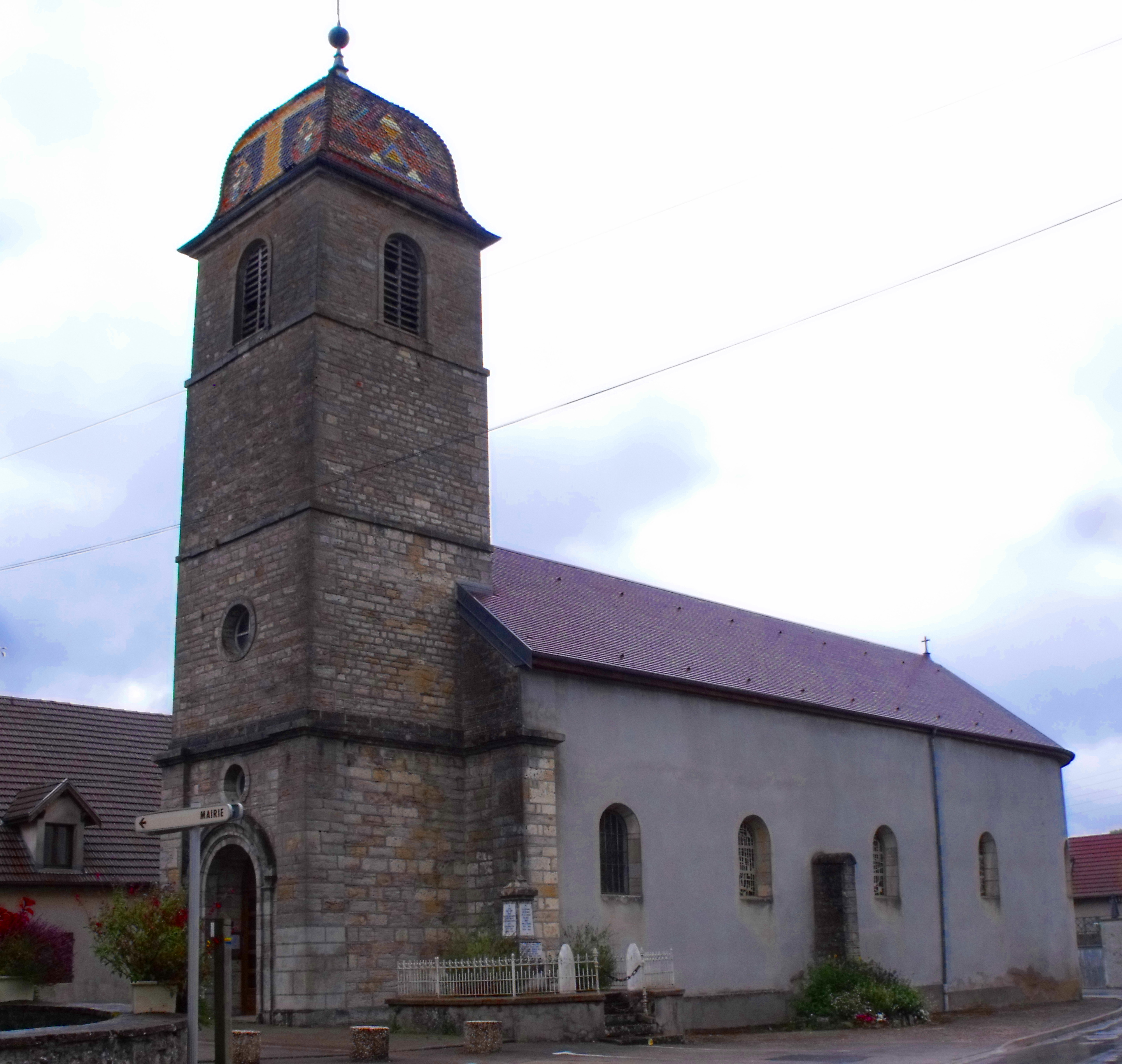
L'église.
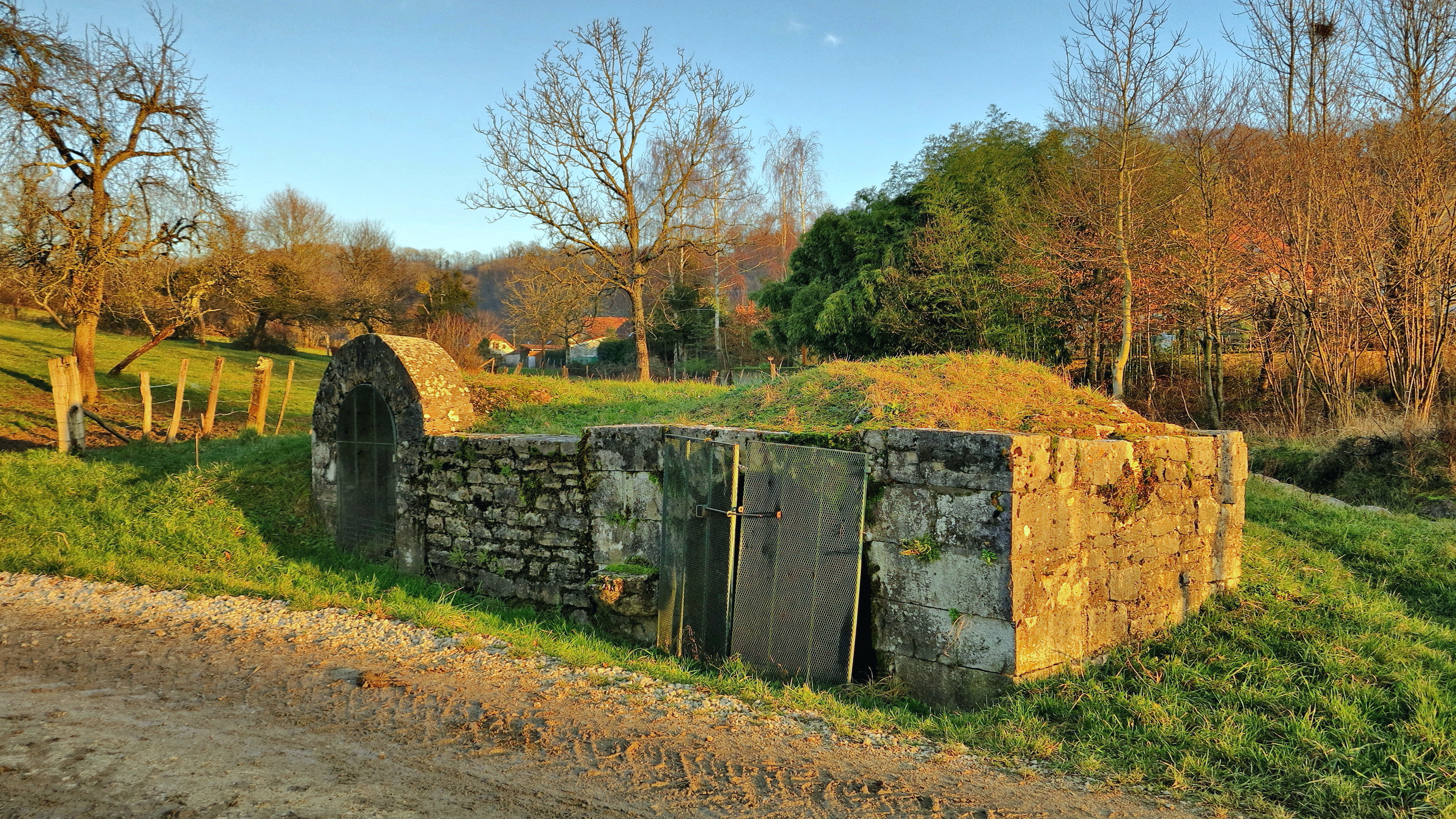
La fontaine.

### Personnalités liées à la commune
- Jacques Martin (1782-1845), cofondateur du comice de Busy en 1836.
- Charles Joseph Martin (1862-1918), petit-fils du précédent, premier directeur de l'ENIL de Mamirole  en 1888.
- Jann Halexander y organise la seconde édition de l'exposition 'Les Ovnis en Afrique' le 16 et 17 novembre 2024, dans la salle municipale[21].